# Рузвелт (остров, Антарктика)
Вижте пояснителната страница за други значения на Рузвелт.
Рузвелт (на английски: Roosevelt Island) е „бетониран“ остров в североизточната част на шелфовия ледник Рос, част от море Рос, простиращо се в Тихоокеанския сектор на Южния океан. Разположен е на 80 km на запад от Брега Сирасе на Земя Едуард VІІ и на 35 km от откритите води на море Рос. Дължина от север-северозапад на юг-югоизток 130 km, ширина до 65 km, площ около 7910 km². Максимална височина 550 m. Изцяло е покрит с дебела ледена покривка, като никъде няма открити участъци.
Островът е открит през 1934 г. от американската антарктическа експедиция (1933 – 35), възглавявана от видния американски антарктически изследовател Ричард Бърд и е наименуван от него в чест на тогавашния американски президент Франклин Рузвелт.